# نودة حاجي نبي (مقاطعة فراهان)
نودة حاجي نبي (بالفارسية: نوده حاجی نبی) هي قرية تقع في مركزي في إيران. يقدر عدد سكانها بـ 34 نسمة بحسب إحصاء 2016.